# Збройні сили Демократичної Республіки Конго
Збройні сили Демократичної Республіки Конго (фр. Forces Armées de la République Démocratique du Congo — FARDC) — урядова структура відповідальна за захист Демократичної Республіки Конго. FARDC зазнала перетворень у результаті мирного процесу після закінчення у липні 2003 року Другої конголезької війни.